# Oktober 1987
Portal Geschichte | Portal Biografien | Aktuelle Ereignisse | Jahreskalender | Tagesartikel

◄ |
19. Jahrhundert |
20. Jahrhundert
| 21. Jahrhundert

◄ |
1950er |
1960er |
1970er |
1980er
| 1990er | 2000er | 2010er | ►

◄ |
1983 |
1984 |
1985 |
1986 |
1987
| 1988 | 1989 | 1990 | 1991 | ►

◄ |
Juli 1987 |
August 1987 |
September 1987 |
Oktober 1987 |
November 1987 |
Dezember 1987 |
Januar 1988 |
►
Dieser Artikel behandelt aktuelle Nachrichten und Ereignisse im Oktober 1987.

## Tagesgeschehen

### Donnerstag, 1. Oktober 1987
- Karlsruhe/Deutschland: Das Bundesverfassungsgericht urteilt, dass vor parlamentarischen Untersuchungsausschüssen kein Zeugnisverweigerungsrecht besteht. Wer die Mitwirkung ablehne, dürfe als Zwangsmaßnahme inhaftiert werden. Damit bestätigen die Richter die Rechtmäßigkeit der Inhaftierung von Alfons Lappas, des letzten Vorstandsvorsitzenden des bis 1986 bestehenden gemeinnützigen Wohnungsunternehmens Neue Heimat.[1]

### Freitag, 2. Oktober 1987

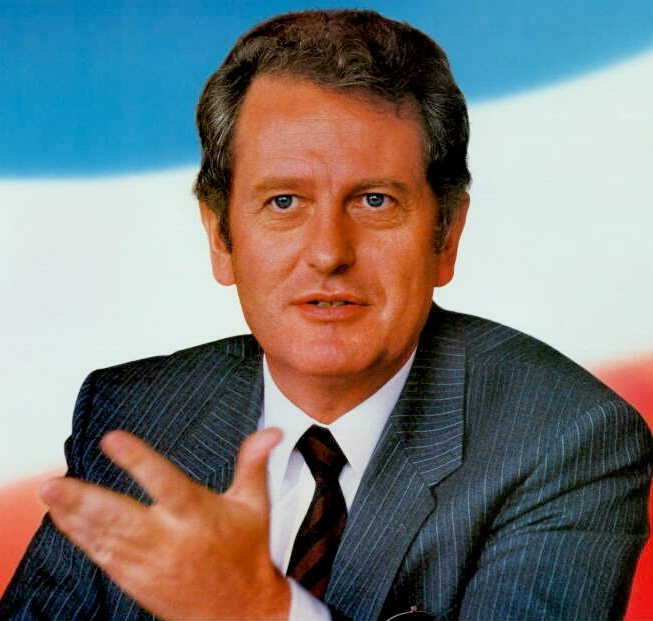
Uwe Barschel

- Kiel/Deutschland: Ministerpräsident Uwe Barschel (CDU) tritt wegen der ihm vorgeworfenen gezielten Aktionen gegen den SPD-Fraktionsvorsitzenden Björn Engholm von seinem Amt zurück. Der Landtag von Schleswig-Holstein setzt daraufhin eine geschäftsführende Regierung mit Henning Schwarz (CDU) an der Spitze ein. Einen neuen Ministerpräsidenten gibt es vorläufig nicht.[2][3]
- Tunis/Tunesien: Der 81-jährige Präsident Habib Bourguiba setzt Ministerpräsident Rachid Sfar nach knapp 15 Monaten im Amt ab und installiert als neuen Premierminister Zine el-Abidine Ben Ali, der sich in der Bekämpfung des religiösen Neofundamentalismus bewährte. Alle Beteiligten sind Mitglieder der Sozialistischen Destur-Partei.[4]

### Samstag, 3. Oktober 1987
- Gent/Belgien: Im Finale der 15. Volleyball-Europameisterschaft der Frauen besiegt die DDR die sowjetische Auswahl in fünf Sätzen und wird zum zweiten Mal Europameister.[5]

### Sonntag, 4. Oktober 1987
- Buenos Aires/Argentinien: Der deutsche Motorradrennfahrer Toni Mang gewinnt den Weltmeistertitel in der 250-cm³-Klasse.
- Eisenstadt/Österreich: Bei der Landtagswahl im Burgenland verliert die SPÖ ihre zehn Jahre zuvor errungene absolute Mehrheit der Mandate. Die ÖVP als zweitstärkste parlamentarische Fraktion hält die Anzahl ihrer Mandate. Der FPÖ gelingt nach zehnjähriger Pause der Wiedereinzug in den Landtag und die erstmals zur Wahl stehenden Grünen scheitern an der Sperrklausel.[6]

### Freitag, 9. Oktober 1987
- Jaffna/Sri Lanka: Die Streitkräfte starten im Bürgerkrieg eine Offensive gegen die Stadt in der Nordprovinz, die von den tamilischen bewaffneten Kämpfern der Befreiungstiger von Tamil Eelam gehalten wird und als „Hauptstadt der Tamilen“ gilt.[7]

### Samstag, 10. Oktober 1987
- Kailua-Kona/Vereinigte Staaten: Der Ironman Hawaii endet mit Siegen von Erin Baker aus Neuseeland bei den Frauen und Dave Scott aus den Vereinigten Staaten bei den Herren.[8][9]

### Sonntag, 11. Oktober 1987
- Frankfurt am Main/Deutschland: Der Verfasser der ethischen Abhandlung Das Prinzip Verantwortung Hans Jonas aus Deutschland erhält den Friedenspreis des Deutschen Buchhandels.[10]
- Genf/Schweiz: Zwei Reporter der Zeitschrift Stern betreten Zimmer 317 des Hotels Beau Rivage, um Uwe Barschel zu treffen. Der CDU-Politiker liegt tot in der Badewanne. Vor neun Tagen trat er wegen der augenscheinlichen Bespitzelung der politischen Konkurrenz von seinem Amt als Ministerpräsident von Schleswig-Holstein zurück.[11]
- Highland/Vereinigtes Königreich: Die Anhänger der Loch-Ness-Monster-Theorie beenden eine dreitägige Schalluntersuchung des schottischen Sees Loch Ness ohne Ergebnis. Das Seebecken wurde von 24 Motorbooten aus vermessen, ohne dass eine Schallreflektion auftrat, die auf ein bemerkenswert großes Lebewesen hindeuten würde. Es gilt nun als sehr wahrscheinlich, dass es sich bei dem Ungeheuer „Nessie“ um ein Fabelwesen handelt.[12]
- Washington, D.C./Vereinigte Staaten: Etwa 500.000 Menschen beteiligen sich am Second National March on Washington for Lesbian and Gay Rights (deutsch Zweiter Nationaler Marsch nach Washington für die Rechte von Lesben und Schwulen).[13]

### Dienstag, 13. Oktober 1987
- Oslo/Norwegen: Für „seine Arbeit für den Frieden in Zentralamerika“ wird der costa-ricanische Präsident Óscar Arias Sánchez den diesjährigen Friedensnobelpreis erhalten.[14]

### Mittwoch, 14. Oktober 1987
- Stockholm/Schweden: Die Amerikaner Donald J. Cram und Charles Pedersen sowie der Franzose Jean-Marie Lehn werden in diesem Jahr den Nobelpreis für Chemie erhalten. Die Stiftung ehrt ihre Entwicklung und Verwendung von Molekülen mit strukturspezifischer Wechselwirkung von hoher Selektivität. Der Nobelpreis für Physik wird in diesem Jahr an die Schweizer Georg Bednorz und Karl Alexander Müller für ihre Weiterentwicklung von Supraleitern verliehen. Dem Japaner Tonegawa Susumu wird für seine Forschungsarbeit zum Verständnis von Antikörpern der Nobelpreis für Physiologie oder Medizin zuerkannt und der 1940 in der Sowjetunion geborene amerikanische Dichter Joseph Brodsky erhält in diesem Jahr den Nobelpreis für Literatur.[15][16][17]

### Donnerstag, 15. Oktober 1987
- Ouagadougou/Burkina Faso: Das Kabinettsmitglied Blaise Compaoré putscht gegen Präsident Thomas Sankara und setzt sich als neues Staatsoberhaupt ein. Der Panafrikanist und Antiimperialist Sankara galt lange Jahre als bester Freund des Putschisten und verliert während der Machtübernahme sein Leben.[18]

### Samstag, 17. Oktober 1987
- Berlin/Deutschland: Im Bezirk Mitte stürmen nach einem Konzert mit der Ost-Berliner Punkrock-Band Die Firma und der West-Berliner Rockband Element of Crime etwa 40 Mitglieder der Skinhead-Szene die Zionskirche. Es kommt zu handgreiflichen Auseinandersetzungen. Die Volkspolizei nimmt später einige der Angreifer fest.[19]
- Darmstadt/Deutschland: Die Deutsche Akademie für Sprache und Dichtung verleiht den Georg-Büchner-Preis an den Österreicher Erich Fried.[20]

### Sonntag, 18. Oktober 1987
- Bern/Schweiz: Die Stimmberechtigten der Eidgenossenschaft wählen die FDP und die CVP zu den stärksten Kräften im neuen Nationalrat. Die SP rangiert erstmals seit der Wahl 1917 nur auf Platz 3 der Wählergunst. In der gleichzeitig durchgeführten Wahl zum Ständerat wird die Christlichdemokratische Fraktion als größte Fraktion bestätigt.[21]

### Montag, 19. Oktober 1987

Dow Jones Industrial Average vom 19. 6. 1987 bis zum 19. 1. 1988

- New York/Vereinigte Staaten: Der Aktienindex Dow Jones Industrial Average, der die Kursänderungen der wichtigsten Wertpapiere der Börse an der Wall Street abbildet, gibt am heutigen Tag um 23 % nach. In seinem Ausmaß entbehrt der spontan „Schwarzer Montag“ getaufte Börsencrash jeder realwirtschaftlichen Grundlage.[22]

### Dienstag, 20. Oktober 1987
- Tokio/Japan: Der Aktienindex Nikkei 225 verbucht mit −14,9 % den größten Tagesverlust seit seiner Einführung vor 37 Jahren.[23]

### Mittwoch, 21. Oktober 1987
- Stockholm/Schweden: Der Amerikaner Robert M. Solow wird in diesem Jahr „für seine Arbeiten über wirtschaftliche Wachstumstheorien“ den Alfred-Nobel-Gedächtnispreis für Wirtschaftswissenschaften erhalten.[24]

### Freitag, 30. Oktober 1987
- Suzuka/Japan: Im Training zum vorletzten Saisonrennen erleidet der Zweite im Klassement der Fahrerweltmeisterschaft in der Formel 1 Nigel Mansell aus Großbritannien im Williams FW11B einen schweren Unfall. Der darauffolgende Rückzug Mansells macht seinen brasilianischen Teamkollegen Nelson Piquet zum Gewinner der Fahrerwertung der Formel-1-Weltmeisterschaft 1987.[25]

## Weblinks

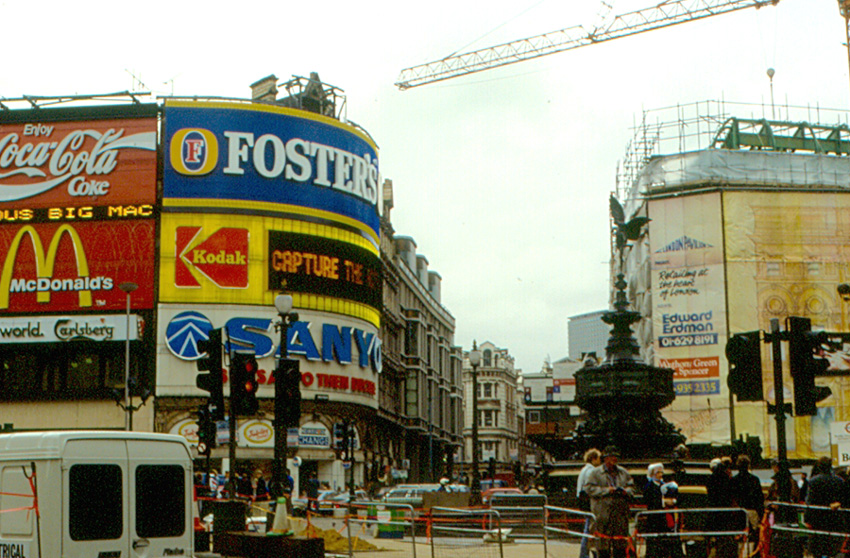
London im Oktober 1987